# Joachim Brudziński
Joachim Stanisław Brudziński (Świerklaniec, 4 febbraio 1968) è un politico polacco,  già ministro dell'interno della Repubblica di Polonia dal 2018 al 2019 nel  primo governo di Mateusz Morawiecki e attualmente co-presidente del Gruppo dei Conservatori e dei Riformisti Europei al Parlamento Europeo.
Laureatosi presso la facoltà di scienze politiche dell'Università di Stettino, è un marinaio, un giornalista nonché un dottorando all'Università Adam Mickiewicz di Poznań.

## Carriera politica
È stato eletto per la prima volta al Sejm polacco il 25 settembre 2005, ottenendo 14.731 preferenze nel 41º distretto di Stettino, candidandosi con il partito Diritto e Giustizia.
Svolge l'incarico di presidente del comitato esecutivo (in precedenza segretario generale) del partito di governo Diritto e Giustizia, ed è noto per le sue idee politiche improntate sul ruolo cardine della famiglia tradizionale.
Dal 2018, Brudziński fa parte del governo polacco guidato da Mateusz Morawiecki in qualità di ministro degli Interni, dopo che Mariusz Błaszczak, il suo predecessore, ha assunto il comando del dicastero della Difesa nazionale, rassegnerà le dimissioni poco più di un anno dopo, nel giugno 2019, perché eletto Europarlamentare. 
Nel 2024 è rieletto europarlamentare e succede al compatriota e collega di partito Ryszard Legutko, che non si è ricandidato, nel ruolo di co-presidente del Gruppo dei Conservatori e dei Riformisti Europei, affiancato dall'italiano Nicola Procaccini.

## Vita privata
Brudziński è sposato ed ha tre figli (due figlie ed un figlio).